# パーク郡 (コロラド州)

コロラド州内の位置

パーク郡（Park County）は、アメリカ合衆国コロラド州にある郡である。人口は1万7390人（2020年）  。郡庁所在地はフェアプレーである。

## 地理
アメリカ合衆国統計局によると、この郡は総面積5,726 km2 (2,211 mi2) である。このうち5,700 km2 (2,201 mi2) が陸地で26 km2 (10 mi2) が水地域である。総面積の0.45%が水地域となっている。

## 人口動勢
2000年の国勢調査で、この郡は人口14,523人、5,894世帯、及び4,220家族が暮らしている。人口密度は3/km2 (7/mi2) である。2/km2 (5/mi2) の平均的な密度に10,697軒の住宅が建っている。この郡の人種的な構成は白人95.07%、アフリカン・アメリカン0.50%、先住民0.92%、アジア0.41%、太平洋諸島系0.03%、その他の人種1.23%、及び混血1.84%である。この人口の4.32%はヒスパニックまたはラテン系である。
この郡内の住民は23.50%が18歳未満の未成年、18歳以上24歳以下が5.10%、25歳以上44歳以下が33.40%、45歳以上64歳以下が30.60%、及び65歳以上が7.30%にわたっている。中央値年齢は40歳である。女性100人ごとに対して男性は107.10人である。18歳以上の女性100人ごとに対して男性は107.60人である。
この郡の世帯ごとの平均的な収入は51,899米ドルであり、家族ごとの平均的な収入は57,025米ドルである。男性は41,480米ドルに対して女性は27,807米ドルの平均的な収入がある。この郡の一人当たりの収入 (per capita income) は25,019米ドルである。人口の5.60%及び家族の3.40%は貧困線以下である。全人口のうち18歳未満の5.60%及び65歳以上の5.70%は貧困線以下の生活を送っている。

## 都市及び町
- フェアプレー（郡庁所在地）
- アルマ (Alma)